# Murder Club
Production
Diffusion
Murder Club est une série télévisée franco-belge créée par Nathalie Hug et Jérôme Camut, réalisée par Renaud Bertrand d'après un scénario d'Ami Cohen et Hélène Lombard, et diffusée pour la première fois en France à partir du 29 octobre 2024 sur M6.
Ce thriller est une coproduction d'Atlantique Productions, Mediawan Studio France et Be-FILMS réalisée avec le soutien du fonds d'investissement wallon Wallimage,,,,.
La série se distingue au Festival Séries Mania 2024, où Tiphaine Daviot décroche le prix de la meilleure actrice  de la compétition française,,,,,,,,.
Intitulée au départ Serial Hunter, elle est finalement nommée Murder club.

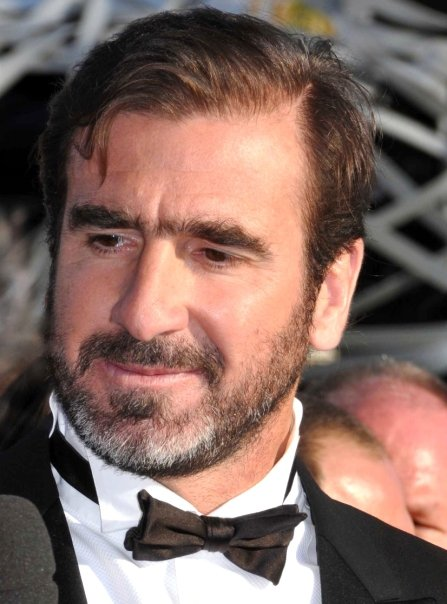
Éric Cantona.

## Synopsis
Rejetée par son équipe après avoir laissé s'échapper le seul témoin capable d’identifier un tueur en série, Amélia Delcourt, une jeune détective de la criminelle se retrouve isolée. Elle n'a d'autre choix que de s’allier à un ancien profileur au passé trouble, lui aussi mis à l’écart. Ensemble, ils se lancent dans une course contre la montre pour stopper le meurtrier avant qu’il ne frappe à nouveau.

## Distribution
- Éric Cantona : Daniel Hansen[15]
- Tiphaine Daviot : Amélia Delcourt
- Catherine Hosmalin : Babeth Delcourt
- Vinnie Dargaud : inspecteur Julien Fauvel
- Cathy Min Jung : commissaire Denise Beaumont
- Frédéric Lubansu : inspecteur Hervé Forest
- Sarah Espour : inspectrice Adeline Avenel
- Benoît Verhaert : inspecteur Lenoir
- Didier de Neck : juge Edouard
- Christelle Cornil : Estelle
- Shakira Che : Alexandra
- Tania Garbarski : Karina Rakhimov-Klein
- Bernard Boudru : Jean-Yves Fortin
- Arielle Dombasle : Yumi Mazako
- Charlie Dupont : présentateur télé
- Laurent Capelluto : Bruno Castelli

## Production

### Genèse et développement
La série est créée par Nathalie Hug et Jérôme Camut, écrite par Ami Cohen et Hèlène Lombard, et réalisée par Renaud Bertrand,,,,.
Elle est produite par Nathalie Perus et Élisabeth Yturbe pour Atlantique Productions (Mediawan),,,.

### Tournage
Bien que la fiction se déroule dans le nord de la France, elle est tournée en Belgique du 7 juin au 28 juillet 2023,,,,,.

### Fiche technique
Sauf indication contraire, les informations mentionnées dans cette section peuvent être confirmées par les bases de données cinématographiques IMDb et Allociné,  présentes dans la section « Liens externes ».
- Titre français : Murder Club
- Genre : Thriller[3],[16]
- Production : Nathalie Perus et Elisabeth Yturbe[1],[2],[3]
- Sociétés de production : Atlantique Productions, Mediawan Studio France et Be-FILMS[1],[2],[3],[5]
- Société de diffusion : M6[5]
- Réalisation : Renaud Bertrand[1],[2],[3],[17]
- Création : Nathalie Hug et Jérôme Camut[1],[2],[3]
- Scénario : Ami Cohen et Hélène Lombard[2],[3]
- Musique : Léa Castel et Yoan Chirescu[5]
- Photographie : Vincent Warin[5]
- Costumes : Alice Eyssartier
- Décors : Eugénie Collet, Marc-Philippe Guerig[5]
- Son : Grégory Lannoy[5]
- Montage : Frédérique Broos, Kako Kelber[5]
- Pays de production :  France /  Belgique
- Langue originale : français
- Format : couleur
- Nombre de saisons : 1
- Nombre d'épisodes : 4
- Durée : 45 minutes
- Dates de première diffusion :
  - France : 29 octobre 2024 sur M6[21]

## Accueil

### Audiences et diffusion

#### En France
En France, la série est diffusée le mardi à 21 h 10 sur M6 par salve de deux épisodes les 29 octobre et 5 novembre 2024.
| Épisode              | Diffusion             | Diffusion         | Audience moyenne          | Audience moyenne                       | Audience moyenne         | Audience moyenne | Réf.   |
| Épisode              | Jour                  | Horaire           | Nombre de téléspectateurs | Part de marché (sur les 4 ans et plus) | Part de marché (FRDA-50) | Classement       | Réf.   |
| -------------------- | --------------------- | ----------------- | ------------------------- | -------------------------------------- | ------------------------ | ---------------- | ------ |
| 1                    | Mardi 29 octobre 2024 | 21 h 10 - 22 h 00 | 1 880 000                 | 9,2 %                                  | 10 %                     | 4e               | [ 22 ] |
| 2                    | Mardi 29 octobre 2024 | 22 h 00 - 22 h 55 | 1 650 000                 | 9,6 %                                  | 10 %                     | 4e               | [ 22 ] |
| 3                    | Mardi 5 novembre 2024 | 21 h 10 - 21 h 55 | 1 270 000                 | 6,3 %                                  | 8,4 %                    | 4e               | [ 23 ] |
| 4                    | Mardi 5 novembre 2024 | 21 h 55 - 22 h 50 | 1 010 000                 | 5,9 %                                  | 8,4 %                    | 4e               | [ 23 ] |
|                      |                       |                   |                           |                                        |                          |                  |        |
| Moyenne de la saison |                       |                   |                           |                                        |                          |                  |        |

- Les plus hauts chiffres d'audience
- Les plus bas chiffres d'audience

### Distinction
- Festival Séries Mania 2024 : prix de la meilleure actrice de la compétition française pour Tiphaine Daviot[6],[7],[8],[9],[10],[11],[12],[13],[14]